# Одранишки манастир
Одранишкият манастир „Св. св. апостоли Петър и Павел“ е действащ православен манастир в Западна България.

## Местоположение
Манастирът е разположен в Ерулската планина край село Одраница на 25 км северно от град Земен и на 60 км северно от град Кюстендил.

## История
Основан е през 17-18 век и е възобновен през 2001 г. и сега е действащ. Манастирът няма запазени стари основи, изграден е върху предполагаемото място на стария манастир. Единственото, което е останало от стария, е иконата на „Св.ап. Петър и Павел“, която е била на олтарната част, датираща от 17 век, сега е разположена в църквата, намираща се в двора на манастира. В двора на манастира има два параклиса, църква и жилищна сграда, в която се помещава игумена на манастира. От 2006 г. игумен на манастира е отец Ефрем.
Одранишкият манастир „Св. апостоли Петър и Павел“ се намира на около 2,5 км североизточно от средището на село Одраница. Разположен е в живописен дол от южния дял на Ерулска планина, водещ началото си от подножието на връх Павлов рид.
Сегашният Одранишки манастир е бил предшестван от манастир, основан през средновековието, за който няма сведения, нито за времето на основаването му, нито за това кога е бил разорен. Възстановен е за първи път през 1870 г. или през 1886 г., според различните източници. Манастирът просъществува до идването на атеистичната социалистическата власт в България в 1944 г., след което бива напуснат и постепенно запада, докато съвсем не рухва през зимата на 1985/86 г. След няколко години хора с корен от с. Одраница подемат инициативата за възраждане на святото място. Новата църква е изградена върху основите на стария храм. Единственото което е останало от някогашната обител е иконата на Св. св. Петър и Павел, съхраняващата се в Историческия музей в Перник. Датирана е от средата на XIX век и според специалисти авторът ѝ е руски художник. Иконите и иконостасът са били изработени от братята Иван (иконописец) и Марко (дърворезбар) Хаджиикономови от Банско. В днешния си вид манастирът е изграден между 1 юли 1999 г. и 30 май 2000 г., построен е само за 325 дни. От 16 септември 2001 г. се обитава, с известни прекъсвания, от монаси, като от 1 юли 2006 г. игумен на духовното учреждение и негов единствен обитател е младият отец Ефрем. Манастирът представлява красив и спретнат комплекс от църква, жилищна сграда и 2 параклиса. Параклисите са пищно изрисувани, а изписването на църквата все още предстои (есента на 2008 г.). Наоколо има обширна и вечнозелена поляна, а край нея, до гората, и кътчета за отдих и бивакуване.